# 여고괴담 (영화 시리즈)
《여고괴담》은 대한민국의 공포 영화 시리즈이다.

## 시리즈 목록
- "여고괴담" (1998)
- "여고괴담 두번째 이야기" (1999)
- "여고괴담 3: 여우계단" (2003)
- "여고괴담 4: 목소리" (2005)
- "여고괴담 5: 동반자살" (2009)
- "여고괴담 여섯번째 이야기: 모교" (2021)